# センボンヤリ
センボンヤリ（千本槍、学名：Leibnitzia anandria ）は、キク科センボンヤリ属の多年草。頭花は春型と秋型の2型ある。別名、ムラサキタンポポ。

## 特徴
根出葉がロゼット状に発達し、葉の形は倒卵状長楕円形で頭大羽裂状に中裂する。葉の裏はくも毛が密生する。
春型の花茎は高さ10cmくらいになり、4-6月頃、径1.5cmの頭花をつける。春型の頭花には、縁1列に舌状花がつき、中央には筒状花がつく。筒状花はめしべとおしべを備える両性花で､舌状花はめしべだけが機能する雌花である。花の色は白から赤紫で、ムラサキタンポポの別名はこの春花に由来する。
秋型の花茎は高さ30-60cmになって林立し、小さいながら千本槍の様相を見せる。花茎には線形の小葉が多数つく。秋型の頭花は、自家受粉する閉鎖花で筒状花のみからなる。総苞は筒状で長さ15mm程度。果実は痩果となり長さ6mm、冠毛は褐色になり、長さは11mmになる。春と秋では、秋の花のほうが花の数、種子の数ともに多い。
多年草のセンボンヤリは、毎年地上の茎と葉を枯らし、地下茎と根で越冬するが、根の部分を毎年新しく更新する。具体的には、春に古い根の上、葉の下から新しい根を伸ばし、夏から秋まで上下に重なる新旧の根が働く。冬になって茎と葉が枯れるときに古い根は枯れ、春に生えた根が冬越しする。新しい根は、地面に根を張ってから収縮することで土の中におさまる。

## 分布と生育環境
日本では、北海道、本州、四国、九州に、日本国外では、南千島、サハリン、シベリア、朝鮮半島、中国大陸に分布する。松林や雑木林といった明るい林の陽光が差し込む場所に生える。山地や丘陵などに自生する。

## ギャラリー
- 秋の閉鎖花
- 閉鎖花と開いた冠毛